# Alfred Braun
Alfred Braun, född 3 maj 1888 i Berlin, död 3 januari 1978 i samma stad, var en tysk radioreporter, journalist, manusförfattare, samt regissör. Under det tidiga 1900-talet var han verksam som skådespelare vid bland annat Schillertheater. På 1920-talet och tidigt 1930-tal var hans röst välbekant för Berlinare då han ofta hördes på radiostationen Funk-Stunde Berlin i politiska och kulturella sammanhang.
Liksom flera kollegor inom media aktiva under Weimarrepubliken arresterades Braun 1933 vid nazisternas maktövertagande. Han sattes i fångenskap i KZ Oranienburg, men blev frisläppt 1935. Under 1940-talet agerade han trots, eller kanske därför, sina tidigare upplevelser, och tidigare sympatier för SPD opportunistiskt och rapporterade för regimen vid flera tillfällen för radio och journalfilm. Han var också bland annat regiassistent och manusförfattare till Veit Harlan då han spelade in flera av sina ökända propagandafilmer. Trots kopplingarna till nazistregimen kunde han efter krigsslutet få anställning på Radio Stuttgart, den sovjetstödda Berliner Rundfunk, och senare stationen Freies Berlin. Han kom även efter kriget att stå för regin till några spelfilmer. Bland dessa kan nämnas en biografifilm om Gustav Stresemann 1956.